# Alicja Fiodorow
Alicja Anna Jeromin, née Fiodorow le 22 mai 1985 à Kozienice, est une athlète handisport polonaise concourant en T47 pour les athlètes ayant un handicap au niveau d'un membre supérieur. Elle est la seule athlète paralympique polonaise à avoir concouru lors de cinq paralympiades différentes.

## Biographie
Alicja est née sans avant-bras gauche. En 1998, elle rejoint l’association Star de Radom qui aide les personnes en situation de handicap à s'intégrer par le sport et commence le tennis de table, sport dans lequel elle participe à des compétitions internationales pendant 5 ans avant de se tourner vers l'athlétisme.
Elle fait ses débuts aux Jeux paralympiques d'été de 2004 à Athènes où elle remporte le bronze au 400 m T47. Quatre ans plus tard, aux Jeux de Pékin, elle rafle deux médailles : l'argent sur le 200 m et le bronze sur le 400 m T47 puis les mêmes médailles lors des Jeux de 2012. Aux Jeux paralympiques d'été de 2016, elle est médaillée d'argent sur le 100 m T47, ainsi que sur le 200 m T47.
Lors des Championnats du monde d'athlétisme handisport 2015, elle remporte le bronze sur le 100 m T47. En 2017, aux Championnats du monde handisport à Londres, elle gagne la médaille d'or du 100 m T47 en 12 s 61 devant la Chinoise Lu Li. Elle termine également 4e du 200 m, la première fois qu'elle ne remporte aucune médaille sur cette distance lors d'un grand championnat depuis les Jeux paralympiques d'été de 2004.
Lors des Championnats d'Europe handisport à Berlin en 2018, elle remporte l'or sur le 100 m et l'argent sur le 200 m T47.

## Palmarès

### Jeux paralympiques
- Jeux paralympiques d'été de 2004 à Athènes ( Grèce) :
  -  médaille de bronze du 400 m T47
- Jeux paralympiques d'été de 2008 à Pékin ( Chine) :
  -  médaille d'argent du 200 m T47
  -  médaille de bronze du 100 m T47
- Jeux paralympiques d'été de 2012 à Londres ( Royaume-Uni) :
  -  médaille d'argent du 200 m T47
  -  médaille de bronze du 100 m T47
- Jeux paralympiques d'été de 2016 à Rio de Janeiro ( Brésil) :
  -  médaille d'argent du 100 m T47
  -  médaille d'argent du 200 m T47
- Jeux paralympiques d'été de 2020 à Tokyo ( Japon) :
  -  médaille de bronze du 400 m T47

### Championnats du monde handisport
- Championnats du monde handisport de 2006 à Assen ( Pays-Bas) :
  -  médaille d'or du 100 m T47
  -  médaille d'or du 200 m T47
- Championnats du monde handisport de 2015 à Doha ( Qatar) :
  -  médaille de bronze du 100 m T47
  - 4e du 200 m T47
- Championnats du monde handisport de 2017 à Londres ( Royaume-Uni) :
  -  médaille d'argent du 100 m T47
  - 4e du 200 m T47

### Championnats d'Europe handisport
- Championnats d'Europe handisport 2014 à Swansea ( Royaume-Uni) :
  -  médaille d'or du 400 m T47
  -  médaille d'argent du 100 m T47
- Championnats d'Europe handisport 2016 à Grosseto ( Italie) :
  -  médaille d'or du 100 m T47
  -  médaille d'or du 200 m T47